# زینت پیرزاده
زینت پیرزاده (سوئدی: Zinat Pirzadeh؛ زادهٔ ۲۲ فوریهٔ ۱۹۶۷) نویسنده، کمدین و بازیگر سوئدی-ایرانی است. وی از سال ۲۰۰۳ میلادی تاکنون مشغول فعالیت بوده‌است.
در سوئد، او را بامزه‌ترین زن مهاجر لقب داده‌اند.
از فیلم‌هایی که وی در آن‌ها نقش داشته‌است، می‌توان به مراقب احمق‌ها باش و بک – فریاد خاموش اشاره نمود.

## زندگی‌نامه
زینت پیرزاده سال ۱۹۹۱ به سوئد مهاجرت کرد و تحصیلات خود را در رشته روان‌شناسی با اخذ فوق لیسانس علوم تربیتی اجتماعی به پایان رساند. او نویسندگی، بازی در تئاتر و تلویزیون، تدریس در مدرسه و مددکار اجتماعی بودن را تجربه کرده‌است و سخنران و فعال شناخته شده حقوق‌بشر در سوئد است. زینت پیرزاده یکی از محبوب‌ترین و سرشناس‌ترین کمدین‌های سوئد به‌شمار می‌رود. او موفق شد در سال ۲۰۱۰ به‌عنوان محبوب‌ترین کمدین سال در این کشور انتخاب شود. فعالیت‌ها حقوق‌بشری زینت پیرزاده یکی دیگر از ویژگی‌های اصلی این کمدین است؛ او سال‌ها علیه ازدواج کودکان مبارزه کرده‌است تا اینکه از سوی سازمان ملل متحد در سوئد، مورد تقدیر قرار گرفت.